# Yumi Nakashima
Yumi Nakashima, född 1 december 1979 i Kagoshima, är en japansk musiker. Hon var medlem i GO!GO!7188 till 2012 då gruppen upplöstes och har gitarr som huvudinstrument.